# كأس الملك السعودي 1979
كأس الملك السعودي 1979 كان الموسم الـ21 من مسابقة خروج المغلوب منذ إقامتها عام 1956. وكان الأهلي هو الفائز بالنسخة الماضية وتمكن من الدفاع عن اللقب وفاز باللقب الثالث على التوالي.

## دور الـ32
عقدت مباريات دور الـ32 في 9 و10 و11 مايو 1979.
| الفريق المضيف | النتيجة | الفريق الضيف |
| ------------- | ------- | ------------ |
| النصر         | 7–2     | الفرع        |
| الاتحاد       | 2–0     | عكاظ         |
| الخليج        | 2–1     | الفتح        |
| الشرق         | 0–2     | التعاون      |
| القادسية      | 12–1    | الوطني       |
| الأنوار       | 1–4     | الطائي       |
| جدة           | 3–1     | النجمة       |
| نادي الرياض   | 7–1     | العروبة      |
| Al-Salam      | 3–0     | الأنصار      |
| الوحدة        | 3–0     | الرائد       |
| النخيل        | غ/م     | الحزم        |
| الروضة        | 3–0     | أحد          |
| الشباب        | 4–1     | النهضة       |
| الهلال        | 8–1     | الجبلين      |
| الاتفاق       | 5–0     | هجر          |
| الأهلي        | 10–1    | أبها         |

## دور الـ16
وقد أجريت مباريات دور الـ16 في 16 و17 و18 مايو 1979.
| الفريق المضيف            | النتيجة          | الفريق الضيف |
| ------------------------ | ---------------- | ------------ |
| جدة                      | 3–1              | الطائي       |
| الرياض                   | 5–1              | السلام       |
| الوحدة                   | 0–1              | الخليج       |
| الاتفاق                  | 1–0              | التعاون      |
| الروضة                   | 3–1              | النخيل       |
| نادي القادسية (السعودية) | 1–3              | النصر        |
| الهلال                   | 2–2 (8–9 ر.ج.ت.) | الاتحاد      |
| الأهلي                   | 1–0              | الشباب       |

## ربع النهائي
وعقدت مباريات الدور ربع النهائي في 23 و24 و25 مايو 1979.
| الفريق المضيف | النتيجة | الفريق الضيف |
| ------------- | ------- | ------------ |
| النصر         | 14–0    | جدة          |
| الاتحاد       | 3–0     | الرياض       |
| الاتفاق       | 7–0     | الخليج       |
| الأهلي        | 6–1     | الروضة       |

## نصف النهائي
تقدم الفائزون الأربعة في دور ربع النهائي إلى الدور نصف النهائي. لعب الدور نصف النهائي في 31 مايو و1 يونيو 1979. كل الأوقات محلية، التوقيت العربي الرسمي (ت ع م+03:00).
| النصر | 0–1   | الاتحاد      |
| ----- | ----- | ------------ |
|       | تقرير | الشمراني 20' |

| الأهلي       | 2–1   | الاتفاق   |
| ------------ | ----- | --------- |
| دابو 3'، 33' | تقرير | يعقوب 27' |

## النهائي
المباراة النهائية أقيمت بين الأهلي والاتحاد في ملعب رعاية الشباب بالرياض.كان هذا هو النهائي الأول الذي يلعبه فريقان من نفس المدينة. وكان الأهلى يظهر في النهائي الحادي عشر بينما كان الاتحاد يظهر في النهائي الثامن.
| الأهلي                                    | 4–0   | الاتحاد |
| ----------------------------------------- | ----- | ------- |
| مريكي 43' · دابو 55'، 70' · طارق ذياب 73' | تقرير |         |

## أفضل الهدافين
| رتبة | اللاعب        | النادي   | الأهداف |
| ---- | ------------- | -------- | ------- |
| 1    | أمين دابو     | الأهلي   | 10      |
| 2    | ماجد عبد الله | النصر    | 6       |
| 3    | فريد المعيدي  | القادسية | 5       |
| 3    | صالح خليفة    | الاتفاق  | 5       |